# 슬렌더맨 (영화)
《슬렌더 맨》(영어: Slender Man)은 미국에서 제작된 실뱅 우아이트 감독의 2018년 초자연 공포 영화이다. 줄리아 골다니 텔러스, 조이 킹 등이 출연하였고, 브래들리 J. 피셔 등이 제작에 참여하였다.
2018년 8월 10일 미국에서 개봉되었다.

## 줄거리
그의 존재를 믿는 자들 앞에 나타난다는 슬렌더맨을 재미로 소환한 소녀들이 하나씩 죽어 나간다.

## 출연진
- 줄리아 골다니 텔러스
- 조이 킹
- 재즈 싱클레어
- 애널리스 배소
- 하비에르 보테트
- 케빈 채프먼
- 마이클 라일리 버크

## 기타 제작진
- 총괄 제작: 애덤 콜브레너